# Maria Clementina Sobieska

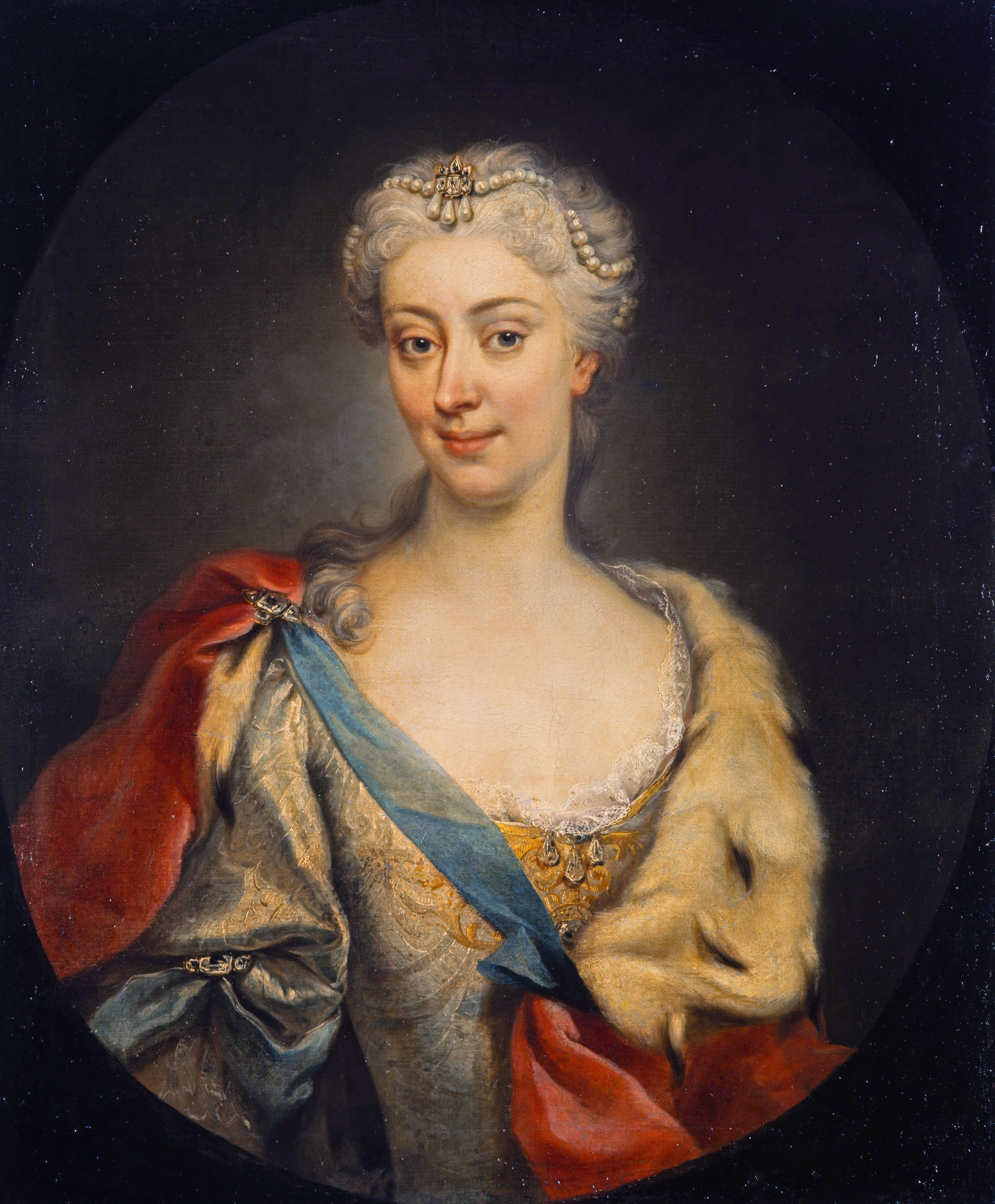
Maria Clementina Sobieska

Maria Clementina Sobieska (polnisch Maria Klementyna Sobieska; * 18. Juli 1702 in Ohlau, Fürstentum Ohlau, Königreich Böhmen, Heiliges Römisches Reich; † 18. Januar 1735 in Rom, Kirchenstaat) war eine polnische Prinzessin aus dem Adelsgeschlecht der Sobieskis und durch Heirat Titularkönigin von Großbritannien, Irland und Frankreich.

## Leben
Maria Clementina war die vierte Tochter des Kronprinzen Jakob Louis Heinrich Sobieski (1667–1737) und seiner Frau Prinzessin Hedwig Elisabeth Amelia von Pfalz-Neuburg (1673–1722), einer Tochter des Kurfürsten Philipp Wilhelm von der Pfalz. Ihr Großvater väterlicherseits war der polnische König und Großfürst von Litauen, Johann III. Sobieski. Maria Clementina wurde in Ohlau geboren, das Kaiser Leopold I. von 1691 bis 1737 an ihren Vater verpfändet hatte. Als Taufpate für die kleine Prinzessin fungierte Papst Clemens XI.
Am 3. September 1719 heiratete Maria Clementina Sobieska in der Kathedrale Santa Margherita in Montefiascone James Francis Edward Stuart (1688–1766), genannt the Old Pretender, den britischen (englischen und schottischen) Thronprätendenten und ältesten Sohn König Jakobs II. und seiner zweiten Frau Prinzessin Maria Beatrice von Modena-d’Este. Aus der Ehe Maria Clementinas mit Stuart gingen zwei Söhne hervor:
- Charles Edward Louis Philip Casimir Stuart (1720–1788), genannt Bonnie Prince Charlie, ⚭ 1772 in Paris Prinzessin Luise zu Stolberg-Gedern (1752–1824),
- Henry Benedict Maria Clement Stuart (1725–1807), Kardinal und Bischof von Frascati und von 1803 bis 1807 Kardinalbischof von Ostia.

Vorher hatte die britische Regierung, der diese Eheschließung aus politischen Gründen nicht genehm war, mit allen erdenklichen Mitteln versucht, diese Verbindung zu hintertreiben. Selbst der römisch-deutsche Kaiser Karl VI., den verwandtschaftliche Beziehungen mit der Familie Sobieski verbanden, wurde in das Intrigenspiel eingebunden. Da Österreich mit Großbritannien freundschaftliche Beziehungen unterhielt, konnte sich der Kaiser dem Wunsch der Bundesgenossen nicht entziehen und bot der Familie Sobieski eine großzügige jährliche Rente an, wenn sie von einer Verheiratung ihrer Tochter mit dem britischen Thronprätendenten Abstand nehme und die geplante Hochzeit platzen ließe. Da der Familie Sobieski das Glück ihrer Tochter aber wichtiger war als die angebotene Geldsumme, sie auf der anderen Seite aber davon ausgehen musste, dass es der Kaiser wohl niemals akzeptieren würde, dass sein Angebot ausgeschlagen wird, beschloss die Mutter der Prinzessin, ihre Tochter außer Landes zu bringen und von Schlesien, wo das Geschlecht der Sobieski begütert war, nach Italien zu geleiten, wo sie mit ihrem Gemahl zusammentreffen sollte. Kaum auf Reisen, wurde dieser Plan schon verraten. Umgehend erfolgte der Befehl des Kaisers an die Regierung in Innsbruck, Mutter und Tochter auf ihrer Durchreise nach Italien festzuhalten. Nur durch eine List gelang es der Heiratswilligen, den Häschern zu entkommen, sodass schließlich der Vermählung des Brautpaares in Italien kein Hindernis mehr entgegenstand.
Nach der Heirat lebten sie in Rom. Ihr Patenonkel Papst Clemens XI. schenkte ihnen den Palazzo Muti (heute: Palazzo Balestra) und ein Landhaus bei Albano sowie eine jährliche Apanage aus dem päpstlichen Fiskus von 12.000 Kronen. Nach der Geburt ihres zweiten Kindes (1725) verließ Maria Clementina ihren Mann wegen Ehebruchs und ging ins Kloster St. Cecilia in Rom. Es dauerte mindestens zwei Jahre, bevor sie wieder zu ihrer Familie zurückkehrte. Kurze Zeit später verschlechterte sich ihr Geistes- und Gesundheitszustand zusehends. Sie starb am 18. Januar 1735 im Palazzo Muti. Auf Anordnung von Papst Clemens XII. wurde ihr ein großes Staatsbegräbnis zuteil. Ihre sterblichen Überreste wurden unterhalb des Petersdoms beigesetzt. Sie ist eine von nur 4 Frauen, die ihre letzte Ruhe in bzw. unter dem Petersdom fanden.

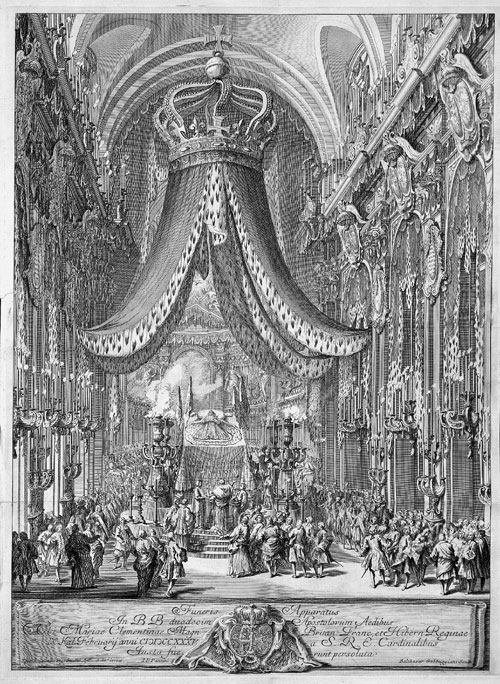
Begräbnis
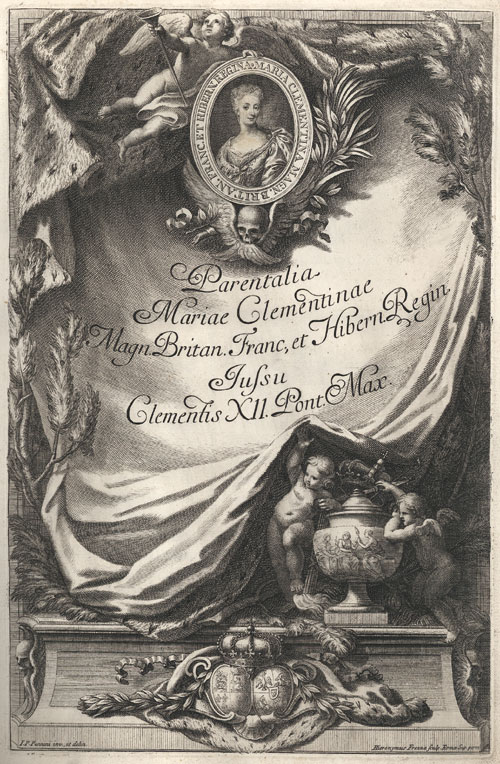
Totenblatt
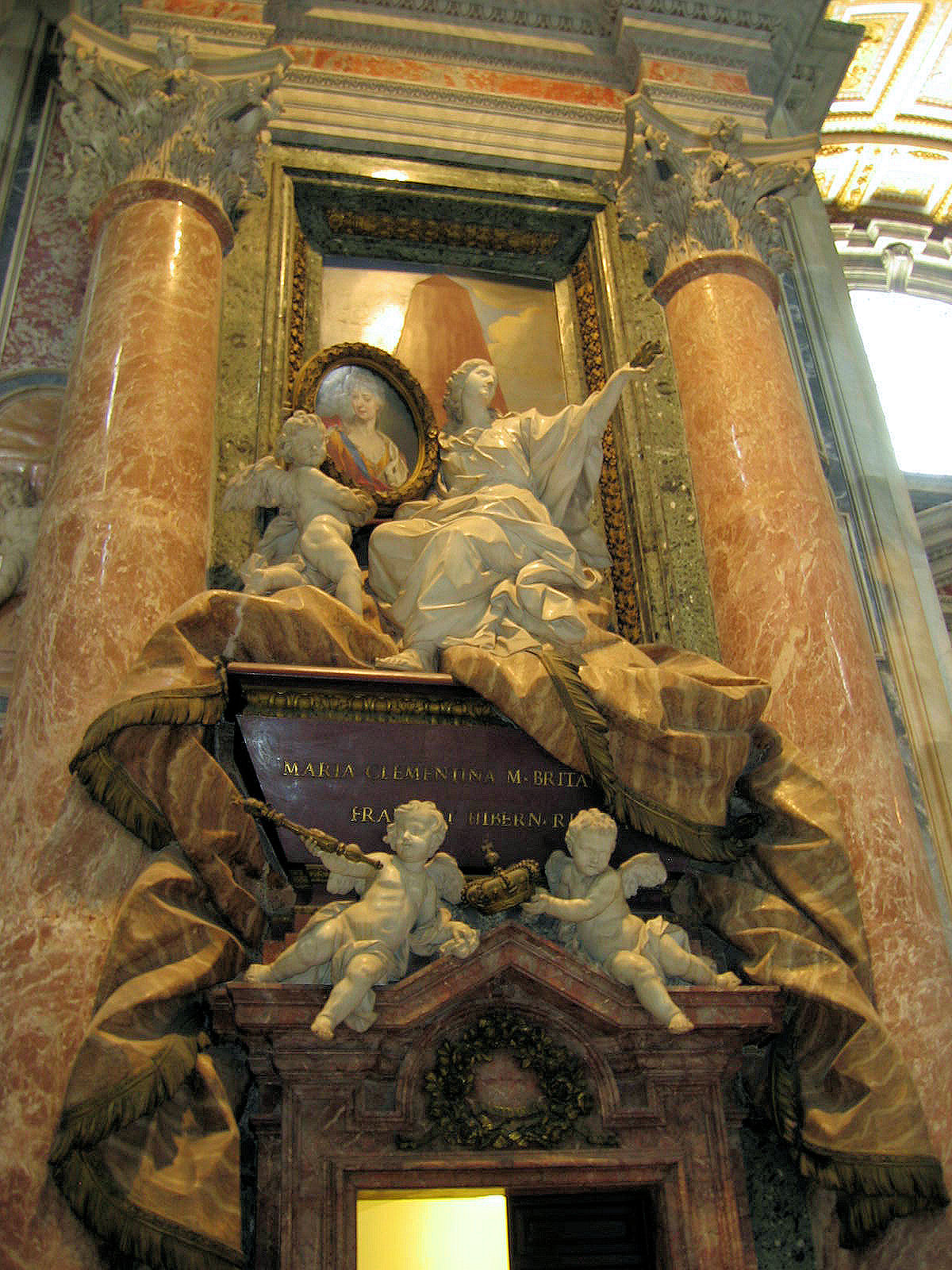
Grabmal im Petersdom

## Sonstiges
- Ihr Mann wurde 1701 in Frankreich als Jakob III. zum rechtmäßigen König von England ausgerufen. Doch nur Frankreich, Modena, Spanien, Savoyen und der Papst erkannten die Proklamation an.
- 1742 schufen die italienischen Barock-Bildhauer Filippo Barigioni und Pietro Bracci ein Grabmal für die katholische Exil-Königin Maria Clementina.
- Wie es der polnischen Prinzessin auf ihrer Reise durch Tirol ergangen ist, hat der Kunst- und Kulturhistoriker David Schönherr in einem 1876 in der Aula der Innsbrucker Universität gehaltenen populärwissenschaftlichen Vortrag beschrieben.